# Roxy Music
Roxy Music was een Britse rockgroep die in het begin van de jaren 1970 werd gevormd als samenwerkingsproject tussen Bryan Ferry (zang, toetsen) en Brian Eno (elektronische muziek). De band bestond van 1971 tot 1975 (na 1973 zonder Eno) en van 1979 tot 1983. Andere leden waren Phil Manzanera (gitaar), Andy Mackay (onder andere saxofoon) en Paul Thompson (drums en percussie). Eddie Jobson (synthesizer en viool) verving vanaf 1973 Eno. Een vaste basgitarist heeft de groep nooit gehad; deze rol werd vervuld door achtereenvolgens Graham Simpson, Rik Kenton, Sal Maida, John Porter, John Wetton, John Gustafson en Alan Spenner.
In 2001 werd een Roxy Music-reünie georganiseerd met Ferry, Thompson, Manzanera en Mackay. Samen maakten zij een tournee en zij traden in juni 2005 op in Berlijn bij Live 8. Op 3 november 2014 werd officieel bekendgemaakt dat de band uit elkaar was gegaan.
De grootste hits van Roxy Music waren Love is the drug, Jealous guy en Avalon. De naam van de groep was gedeeltelijk een hulde aan de namen van oude bioscopen en danszalen, en gedeeltelijk een woordspeling op het woord 'rock'. Het parallel aan de orde stellen van nostalgische en eigentijdse (of futuristische) thema's was een kenmerkende eigenschap van de band, in het bijzonder in hun vroegste werken.
Roxy Music had veel invloed op de vroege Britse punkbeweging. Ook stonden ze model voor de new wave.

## Geschiedenis
Na zijn universitaire opleiding aan de Universiteit van Newcastle vertrok Ferry op 23-jarige leeftijd naar Londen en betrok met Graham Simpson een flat in de wijk Kensington. Hij werkte na zijn eindexamen als chauffeur, restaurateur en leraar keramiek en realiseerde zich dat de meest effectieve manier om kunst te maken het maken van muziek was. Hij had toen al een aantal jaren in Newcastle met Simpson gespeeld in de band The Gas Board, een coverband die soulmuziek uit de jaren ’50 speelde. Simpson was een multi-instrumentalist en speelde viool, cello, gitaar en basgitaar. Hij leerde Ferry de basis om piano te spelen. Via een kennis kwamen Ferry en Simpson in 1971 in aanraking met MacKay; saxofonist en keyboardspeler. Op de school waar MacKay op had gezeten was hij een vriendschap aangegaan met Eno. MacKay introduceerde Eno in 1971 bij de toekomstige band. Zoals Ferry zei: “Hij had een taperecorder en die hadden wij niet”. Eno bemoeide zich met de synthesizer zodat Mackay zich op de sax en aanverwante blaasinstrumenten concentreerde. In 1971 was de band compleet en zag er als volgt uit: Ferry (zang en keyboard); Simpson (bas); MacKay (sax en hobo); Eno (synthesizer en tapes); Roger Bunn (gitaar), Dexter Lloyd (echte naam James Strebing) (slagwerk en slaginstrumenten).
Naar het zoeken van een naam voor de band zagen Ferry en MacKay op een lijst van bioscopennamen de naam Roxy staan. Maar omdat er in Amerika al een band bestond met deze naam, zetten ze er Music achter: Roxy Music. Het concept voor de band zou zijn een soort van elegante glamrock met een tikkeltje nostalgie en een zweem rock erin. Een knipoog naar bv Mott the Hoople, T. Rex en David Bowie.
In september 1971 vertrok gitarist Bunn en werd vervangen door David O’List die daarvóór in The Nice speelde. In november 1971 vertrok Lloyd om verder te gaan met zijn meer klassieke, orkestrale opleiding. De band zocht via een advertentie een “Wonder Drummer”. Paul Thompson was een Geordie (een bijnaam voor een inwoner van de Engelse stad Newcastle upon Tyne) en had al gedrumd bij Billy Fury, maar werkte op dat moment in de bouw. Op een geleende drumkit deed Thompson op 20-jarige leeftijd auditie en gaf de band een “boost” die zo kenmerkend was voor de drums bij Roxy Music. Hij was de rocker onder de kunstzinnige andere leden van de band.
In februari 1972 verliet O'List de band en via een advertentie waarin de band de 'perfecte gitarist' zocht, werd Phil Manzanera als gitarist aangenomen.
Begin 1972 werd de eerste, titelloze, LP opgenomen, een plaat met een uniek geluid, mede door het stemgeluid van Ferry en de "soundscapes" van Eno. In augustus 1972 werd de eerste single Virginia Plain uitgebracht. Het tweede album werd met dezelfde bandleden opgenomen, maar de eerste spanningen binnen de band door verschil van muzikale lijn en ontwikkelingen werd merkbaar. Met name Ferry en Eno liggen niet op één lijn en na het verschijnen van For your pleasure in 1973 stapte Eno uit de band, met als vervanger Eddie Jobson. Bassist Simpson was al eerder uit de band gestapt en een reeks invallers (zie hierboven) nam de plek van de bassist in. Met hun vijfde lp Siren (1975) na het wat mindere succes voor Country life (1974) brak het grote succes aan en had de band een hit met Love is the drug. Intussen was Ferry ook bezig met soloactiviteiten en op These foolish things (1973) presenteerde hij zich als solo-artiest. Met de single Let's stick together van de lp Another time, another place had hij succes. Ferry besloot in 1975 solo verder te gaan; de band Roxy Music ging ter ziele. Na het uitblijven van verder succes met zijn solocarrière besloot Ferry echter de band in 1978 weer opnieuw op te starten. Geen verkeerde beslissing, want met de lp Manifesto was de band weer helemaal terug. Op Flesh and blood was de band teruggebracht tot drie personen: Ferry, Mackay en Manzanera. Thompson dook op in de punkband Angelic Upstarts en later in Concrete Blonde. In de studio werd er verder met studiomuzikanten gewerkt. De lp Avalon werd in 1982 door de pers niet goed ontvangen, maar commercieel gezien was de band populairder dan ooit. Na een lange wereldtournee besloot de band om er in 1983 opnieuw mee te stoppen.
Bryan Ferry ging verder als solo-artiest, waarbij soms andere bandleden een bijdrage leverden.
In 2001 kwamen de meeste originele leden bijeen voor een reeks concerten, iets wat sindsdien vaker is gebeurd, het meest recentelijk in oktober 2022. Brian Eno neemt hier niet aan deel, maar droeg wel bij aan een aantal nieuwe nummers, opgenomen in 2005.

## Discografie

### Albums
- Roxy Music (1972)
- For Your Pleasure (1973)
- Stranded (1973)
- Country Life (1974)
- Siren (1975)
- Viva! Roxy Music (1976)
- Manifesto (1979)
- Flesh + Blood (1980)
- Avalon (1982)
- The High Road (1983)
- Heart Still Beating (1990)
- Concert Classics (1998)
- Concerto (2001)
- Live (2003)

| Album met eventuele hitnotering(en) in de Nederlandse Album Top 100 | Datum van verschijnen | Datum van binnenkomst | Hoogste positie | Aantal weken | Opmerkingen     |
| ------------------------------------------------------------------- | --------------------- | --------------------- | --------------- | ------------ | --------------- |
| Siren                                                               | 1975                  | 01-11-1975            | 9               | 5            |                 |
| Viva! Roxy Music - the Live Roxy Music Album                        | 1976                  | 17-07-1976            | 2               | 14           |                 |
| Manifesto                                                           | 1979                  | 17-03-1979            | 5               | 31           |                 |
| Flesh + Blood                                                       | 1980                  | 21-06-1980            | 8               | 15           |                 |
| Avalon                                                              | 1982                  | 05-06-1982            | 1               | 38           |                 |
| The High Road                                                       | 1983                  | 19-03-1983            | 11              | 11           |                 |
| The Atlantic Years 1973-1983                                        | 1983                  | 19-11-1983            | 46              | 2            |                 |
| Street Life * 20 Great Hits                                         | 1986                  | 03-05-1986            | 10              | 21           | met Bryan Ferry |
| The Ultimate Collection                                             | 1988                  | 26-11-1988            | 31              | 12           | met Bryan Ferry |
| Heart Still Beating                                                 | 1990                  | 10-11-1990            | 78              | 5            |                 |
| The Platinum Collection                                             | 2004                  | 17-07-2004            | 41              | 7            |                 |
| The Complete Studio Recordings                                      | 03-08-2012            | 18-08-2012            | 104             | 4            |                 |
| Roxy Music                                                          | 16-06-1972            | 10-02-2018            | 80              | 2            |                 |

| Album met hitnotering(en) in de Vlaamse Ultratop 200 albums | Datum van verschijnen | Datum van binnenkomst | Hoogste positie | Aantal weken | Opmerkingen                     |
| ----------------------------------------------------------- | --------------------- | --------------------- | --------------- | ------------ | ------------------------------- |
| More Than This - The Best Of                                | 23-10-1995            | 11-11-1995            | 25              | 5            | met Bryan Ferry / Verzamelalbum |
| The Best of Roxy Music                                      | 08-06-2001            | 30-06-2001            | 25              | 7            |                                 |
| The Complete Studio Recordings                              | 03-08-2012            | 18-08-2012            | 104             | 4            |                                 |
| Roxy Music                                                  | 16-06-1972            | 10-02-2018            | 80              | 2            |                                 |

### Singles
| Single met eventuele hitnotering(en) in de Nederlandse Top 40 | Datum van verschijnen | Datum van binnenkomst | Hoogste positie | Aantal weken | Opmerkingen |
| ------------------------------------------------------------- | --------------------- | --------------------- | --------------- | ------------ | ----------- |
| Virginia Plain                                                | 04-08-1972            | 28-10-1972            | 27              | 6            |             |
| Do the Strand                                                 | 07-1973               | 07-07-1973            | 24              | 5            |             |
| Love Is the Drug                                              | 10-10-1975            | 13-03-1976            | 8               | 10           |             |
| Virginia Plain                                                | 04-08-1972            | 26-11-1977            | 21              | 5            |             |
| Trash                                                         | 09-02-1979            | 07-04-1979            | 36              | 2            |             |
| Dance Away                                                    | 13-04-1979            | 09-06-1979            | 6               | 9            |             |
| Angel Eyes                                                    | 10-08-1979            | 01-09-1979            | 10              | 8            |             |
| Over You                                                      | 16-05-1980            | 07-06-1980            | 17              | 5            |             |
| Oh Yeah                                                       | 25-07-1980            | 02-08-1980            | tip5            | 5            |             |
| The Same Old Scene                                            | 07-11-1980            | 10-01-1981            | 34              | 3            |             |
| Jealous Guy                                                   | 06-02-1981            | 21-03-1981            | 7               | 10           |             |
| More Than This                                                | 22-03-1982            | 17-04-1982            | 24              | 4            |             |
| Avalon                                                        | 28-05-1982            | 26-06-1982            | 3               | 9            |             |
| Take a Chance with Me                                         | 27-09-1982            | 25-09-1982            | 18              | 4            |             |

| Single met hitnotering(en) in de Vlaamse Ultratop 50 | Datum van verschijnen | Datum van binnenkomst | Hoogste positie | Aantal weken | Opmerkingen                 |
| ---------------------------------------------------- | --------------------- | --------------------- | --------------- | ------------ | --------------------------- |
| Love Is the Drug                                     | 10-10-1975            | 10-04-1976            | 15              | 5            | Nr. 13 in de Radio 2 Top 30 |
| Virginia Plain                                       | 04-08-1972            | 10-12-1977            | 25              | 3            | Nr. 19 in de Radio 2 Top 30 |
| Trash                                                | 09-02-1979            | 02-06-1979            | 29              | 1            | Nr. 20 in de Radio 2 Top 30 |
| Dance Away                                           | 13-04-1979            | 23-06-1979            | 12              | 8            | Nr. 12 in de Radio 2 Top 30 |
| Angel Eyes                                           | 10-08-1979            | 15-09-1979            | 4(2wk)          | 8            | Nr. 5 in de Radio 2 Top 30  |
| Over You                                             | 16-05-1980            |                       | -               | -            | Nr. 23 in de Radio 2 Top 30 |
| The Same Old Scene                                   | 07-11-1980            | 10-01-1981            | 27              | 3            |                             |
| Jealous Guy                                          | 06-02-1981            | 14-03-1981            | 5(2wk)          | 14           | Nr. 5 in de Radio 2 Top 30  |
| More Than This                                       | 22-03-1982            | 17-04-1982            | 14(2wk)         | 5            | Nr. 13 in de Radio 2 Top 30 |
| Avalon                                               | 28-05-1982            | 17-07-1982            | 5(2wk)          | 9            | Nr. 5 in de Radio 2 Top 30  |
| Take a Chance with Me                                | 27-09-1982            | 02-10-1982            | 12              | 6            | Nr. 13 in de Radio 2 Top 30 |

### NPO Radio 2 Top 2000
| Nummers met noteringen in de NPO Radio 2 Top 2000 | '99 | '00  | '01  | '02  | '03  | '04  | '05  | '06  | '07  | '08  | '09  | '10  | '11  | '12  | '13  | '14  | '15  | '16  | '17  | '18  | '19  | '20  | '21  | '22  | '23  | '24  |
| ------------------------------------------------- | --- | ---- | ---- | ---- | ---- | ---- | ---- | ---- | ---- | ---- | ---- | ---- | ---- | ---- | ---- | ---- | ---- | ---- | ---- | ---- | ---- | ---- | ---- | ---- | ---- | ---- |
| Avalon                                            | 399 | 475  | 551  | 470  | 565  | 604  | 744  | 717  | 834  | 662  | 880  | 864  | 897  | 800  | 844  | 980  | 1147 | 1041 | 914  | 1347 | 1203 | 1150 | 1085 | 1104 | 1186 | 1156 |
| Dance Away                                        | -   | 1370 | 1638 | 1583 | 1959 | 1907 | -    | -    | -    | -    | -    | -    | -    | 1974 | -    | -    | -    | -    | -    | -    | -    | -    | -    | -    | -    | -    |
| Do the Strand                                     | -   | 748  | -    | 1169 | 1717 | 1436 | -    | 1866 | 1905 | 1801 | -    | -    | -    | -    | -    | -    | -    | -    | -    | -    | -    | -    | -    | -    | -    | -    |
| If There Is Something                             | -   | 1267 | -    | -    | -    | 1190 | 1321 | 1230 | 1198 | 1443 | 1325 | 1222 | 1386 | 1310 | 1232 | 1198 | 1425 | 1825 | 1718 | -    | -    | -    | -    | -    | -    | -    |
| Jealous Guy                                       | 959 | 923  | 787  | 759  | 880  | 698  | 1048 | 1027 | 1340 | 980  | 1255 | 1365 | 1344 | 1463 | 1398 | 1529 | 1851 | 1802 | 1817 | -    | -    | -    | 1995 | -    | -    | -    |
| Love Is the Drug                                  | 679 | 638  | 756  | 667  | 1066 | 830  | 1188 | 1071 | 1348 | 1054 | 1122 | 1296 | 1363 | 1545 | 1325 | 1468 | 1748 | 1679 | 1710 | 1876 | 1932 | 1785 | 1904 | -    | 1864 | -    |
| More Than This                                    | -   | 1451 | -    | 1783 | 1751 | 1911 | -    | 1953 | 1975 | 1897 | 1970 | 1935 | -    | -    | 1758 | 1728 | -    | -    | -    | -    | -    | -    | 1940 | 1928 | 1820 | 1971 |
| Virginia Plain                                    | -   | -    | -    | -    | -    | -    | 1846 | -    | -    | -    | 1880 | -    | -    | -    | -    | -    | -    | -    | -    | -    | -    | -    | -    | -    | -    | -    |

1. ↑  Een '-' betekent dat het nummer niet was genoteerd en een vetgedrukt getal geeft de hoogste notering van een nummer aan.